# Fergana Challenger 2004
Il Fergana Challenger 2004 è stato un torneo di tennis facente parte della categoria ATP Challenger Series nell'ambito dell'ATP Challenger Series 2004. Il torneo si è giocato a Fergana in Uzbekistan dal 17 al 22 maggio 2004 su campi in cemento.

## Vincitori

### Singolare
Igor' Kunicyn ha battuto in finale  Prakash Amritraj con il punteggio di 6–4, 7–5

### Doppio
Raven Klaasen /  Jean-Julien Rojer hanno battuto in finale  Harsh Mankad /  Aisam-ul-Haq Qureshi con il punteggio di 6–3, 6–1